# 佩恩湖
佩恩湖是加拿大的湖泊，位於該國東北部，由魁北克省負責管轄，長103公里、寬12公里，面積508平方公里，島嶼面積25平方公里，海拔高度130米。